# Abdollah Alimorad
Abdollah Alimorad (né le 22 novembre 1947 à Téhéran) est un animateur, réalisateur et scénariste iranien, connu pour ses courts métrages d'animation en volume destinés à un jeune public.

## Biographie
Abdollah Alimourad naît le 22 novembre 1947 à Téhéran, en Iran. Après son baccalauréat, il part étudier à l'Académie des beaux-arts de Bruxelles en Belgique, mais doit la quitter avant la fin de ses études faute de pouvoir les financer et rentre en Iran. Il rejoint alors l'école d'animation de Kanoon fondée par l'animateur Noureddin Zarrinkelk, dont il reçoit le diplôme. Il y reste ensuite en tant qu'animateur pour produire des courts métrages d'animation.

## Filmographie
- 1980 : Cheshm-e tang-e donyadar
- 1981 : Tabar
- 1990 : Compagnon
- 1994 : La Montagne aux bijoux (regroupé dans la collection de courts métrages du même nom sortie en France en 2006)
- 1997 : Yeki kam ast
- 2000 : Bahador (regroupé dans la collection de courts métrages Le Petit monde de Bahador sortie en France en 2006)
- 2002 : Sepidbalan
- 2011 : Le Fermier et le Robot
- 2022 : Le Chameau et le Meunier

## Distinctions
Les films d'Abdollah Alimorad ont été récompensés à plusieurs reprises. Son court métrage Bahador a remporté le Prix WisKid au Festival international du film pour enfants du Wisconsin en 2000 ; en 1996, La Montagne aux bijoux a remporté le Prix du public au Festival d'animation Anima Mundi.